# Ajustement induit
En biochimie, l'ajustement induit (en anglais induced fit) est un mécanisme par lequel une protéine se déforme lorsqu'elle se lie à une petite molécule (ou ligand). La protéine forme des interactions faibles (non-covalentes) avec le ligand et l'énergie de liaison récupérée permet d'induire une déformation de sa structure tridimensionnelle.
Cette déformation, ou changement conformationnel, peut induire une modification de l'activité de la protéine (activation ou inhibition), permettre la transmission d'un signal, la catalyse d'une réaction enzymatique.
Le concept d'ajustement induit a été proposé par le biochimiste américain Daniel Koshland en 1958.